# گری جی-ویز
گری جی-ویز (انگلیسی: Gary G-Wiz؛ زادهٔ ۳ مهٔ ۱۹۶۹) با نام اصلی گری رینالدو، یک موسیقی‌دان و آهنگساز اهل ایالات متحده آمریکا است. وی از سال ۱۹۸۷ میلادی تاکنون مشغول فعالیت بوده‌است.
از فیلم‌ها یا مجموعه‌های تلویزیونی که وی در آن‌ها نقش داشته‌است، می‌توان به جوهر، او بازی را برد، فرشته تاریکی، طولانی‌ترین فاصله، گانگستر آمریکایی، پاین‌اپل اکسپرس، لیک‌ویو تراس و فیلمی از آلن اسمیتی: بسوزان هالیوود بسوزان اشاره نمود.